# Eurya arunachalensis
Eurya arunachalensis är en tvåhjärtbladig växtart som beskrevs av A.S. Chauhan. Eurya arunachalensis ingår i släktet Eurya och familjen Pentaphylacaceae. Inga underarter finns listade i Catalogue of Life.